# Од (департамент)
Вижте пояснителната страница за други значения на Од.
Од (на френски: Aude) е департамент в регион Окситания, южна Франция. Образуван е през 1790 година от южните части на провинция Лангедок и получава името на река Од. Площта му е 6139 км², а населението – 368 653 души (2016). Административен център е град Каркасон.